# DREAMS DREAMS
DREAMS DREAMS（ドリームス・ドリームス）は、ソニックチームの製作でセガより発売されたゲームソフト「ナイツ」及び続編「ナイツ 〜星降る夜の物語〜」の主題歌。

## 概要
ゲームの世界観、物語に合わせて制作された楽曲であり、全編英語の詞となっている。
作曲には、劇中の音楽を担当するササキトモコ、編曲は幡谷尚史が担当。
普遍的なメロディと美しいアレンジから、今日までゲームファンから愛され、名曲となっている。

## バージョン
ゲームに合わせて、何バージョンか制作されている。
1996年の一作目が出た当時は、登場人物であるエリオットとクラリスのイメージに合った子役のボーカリストによる「キッズバージョン（エリオット&クラリスバージョンとも呼ばれる）」と、男声女声のボーカリストによる「アダルトバージョン」、そしてファンディスクにあたる「クリスマスナイツ」では、声のみで表現された「ゴスペルバージョン」が製作された。またこのとき、キッズバージョンでクラリスとして歌唱した子役には、当時「天才てれびくん」に”てれび戦士”として出演していたジャスミン・S（ジャスミン・アレン）が起用されていることも有名な話である。
2007年の続編では、前作の2倍以上のアレンジが収録。ウィルとヘレンを演じた子役と男女のボーカリストによる「ウィルバージョン」、「ヘレンバージョン」、改めて収録となる「キッズバージョン（新録）」「アダルトバージョン（新録）」、さらにインストやリミックスに加え、グランドエンディングとして、上記のクラリスパートを歌唱したジャスミン・Sによるバラードバージョン「DREAMS DREAMS-Sweet snow-」が収録された。

## 作品以外での展開
当楽曲は「ナイツ」の媒体以外でも、展開されている。
夢と夢〜あの日のメロディ〜
全編日本語によるリブート楽曲。アーケードゲーム「CHUNITHM STAR」の楽曲として製作されている。
異世界おじさん
殆ど死んでいるによる漫画原作のアニメ作品。12話で悠木碧演じるメイベルが、子守歌として「DREAMS DREAMS Mabel ver.」を歌唱するシーンがある。